# Gyöngyös fütyülőlúd
A gyöngyös fütyülőlúd (Dendrocygna guttata) a lúdalakúak (Anseriformes) rendjébe, ezen belül a récefélék (Anatidae) családjába, a fütyülőludak (Dendrocygninae) alcsaládjába tartozó faj.

## Előfordulása
Ausztráliában, Indonéziában és a Fülöp-szigeteken honos. Legfőképp vízben, partmenti területeken él.

## Megjelenése
Hossza 43–50 centiméter, testtömege 800 gramm. Lába hosszú, ujjai között nagy úszóhártyák találhatók.
Hangja a többi fütyülőlúdhoz hasonlóan jellegzetes, három hangból álló dallamos fütty.
|  |  |

## Életmódja
Vízben úszva és búvárkodva keresi táplálékát, amely főleg zöld vízi növényekből és nád magból áll.

## Szaporodása
Párzási időszaka augusztustól szeptemberig tart, az esős időszakra esik. Fészekalja 6–12 tojásból áll, melyen 28–30 napig kotlik. A fiatalok 2 éves korban érik el az ivarérettséget.

## Fordítás
- Ez a szócikk részben vagy egészben  a   Tüpfelpfeifgans című német Wikipédia-szócikk fordításán alapul.  Az eredeti cikk szerkesztőit annak laptörténete sorolja fel. Ez a jelzés csupán a megfogalmazás eredetét és a szerzői jogokat jelzi, nem szolgál a cikkben szereplő információk forrásmegjelöléseként.